# Ково
Ково (итал. Covo) је насеље у Италији у округу Бергамо, региону Ломбардија.
Према процени из 2011. у насељу је живело 3682 становника. Насеље се налази на надморској висини од 115 м.

## Становништво
| 1936. | 1951. | 1961. | 1971. | 1981. | 1991. | 2001. | 2011. |
| ----- | ----- | ----- | ----- | ----- | ----- | ----- | ----- |
| 2.848 | 2.930 | 2.556 | 2.295 | 2.663 | 2.902 | 3.154 | 4.066 |